# 弗里德里希·艾伯特
弗里德里希·艾伯特（德語：Friedrich Ebert；1871年2月4日—1925年2月28日），生於海德堡，德國政治家。魏瑪共和国首任總統，德国社会民主党领导人之一。艾伯特是德意志有史以来第一位经民主选举产生的国家元首（也是第一位平民、第一位社会民主党人和第一位无产阶级背景出身）。同时他也是1871年至1945年期间德国唯一一位明确致力于维护民主制度的国家元首。

## 生平
1913年，任德國社會民主黨主席，1918年革命爆發後，組成社會民主黨領導的聯合政府。1919年艾伯特協助制訂魏瑪憲法，並被推選為魏瑪共和国首任總統。
在任期间受到左右两翼的攻击：德國共產黨為首的左派以其曾镇压工人起义并杀害卡尔·李卜克内西及罗莎·卢森堡等知名左翼领袖而指责其为革命的叛徒；右派及保皇派以其在十一月革命时曾强令德皇退位并与协约国签署和约为由指责其为所谓的“民族的叛徒”且对其提出起诉。尽管受到了政治上的诸多攻击，艾伯特任内仍恪守宪政原则，极力调和左翼与右翼之间的激烈冲突，議會民主制得以在数次严重危机中幸存下来，这尤其要归功于艾伯特在其中发挥的积极作用。
艾伯特自1920年以来多次呼吁举行总统直选以增强执政的合法性，但由于二十年代初德国国内爆发的一系列右翼叛乱事件导致选举一再推迟。直到1922年10月24日国会以三分之二多数通过了宪法修正案，其中规定“在第一次直选总统就职前，他的职位将由国民议会选出的总统任职至1925年6月30日结束。”
1923年11月9日，纳粹党等极右翼势力在慕尼黑发动了啤酒馆政变，企图占领巴伐利亚后向柏林进军，推翻共和国。艾伯特迅速授命陆军总指挥汉斯·冯·塞克特全权负责镇压行动，在政府军的武力优势下，纳粹党的“政变”很快被扑灭，希特勒、鲁登道夫等政变领导人被捕。
1925年2月28日，原计划参加总统选举的艾伯特在柏林死于急性阑尾炎，享年54岁。他的逝世被民主派认为是魏玛共和国不可挽回的损失。
他的儿子小弗里德里希·艾伯特后来加入德国共产党，并担任德意志民主共和国国务委员会代理主席。